# Kosmický prach

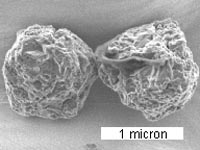
Zrnka kosmického prachu

Kosmický prach či meziplanetární prach je označení pro meziplanetární hmotu o velikosti menší než je 1 milimetr, která se volně nachází v okolním vesmíru. Jedná se o drobná zrnka různorodého materiálu, který pochází z různých zdrojů (materiál z období formování soustavy, ohon komety, materiál vyvržený po srážce atd.)
Kosmický prach neustále dopadá na každé těleso ve vesmíru s různou intenzitou. Například na Zemi každoročně dopadne až 40 000 tun kosmického materiálu, kde dle výpočtu se jedná přibližně o 1 zrnko kosmického prachu za den na metr čtvereční. V prachu dopadá na Zemi srovnatelné množství hmoty za daný čas jako dopadá ve velkých impaktorech.
V roce 2008 byl v kosmickém prachu objeven nový minerál brownleeit.